# Communauté de communes de Haute Cornouaille
La communauté de communes de Haute Cornouaille est une communauté de communes française, située dans le département du Finistère, en région Bretagne.

## Historique
La communauté de communes a été créée par arrêté préfectoral du 13 décembre 1993, sous le nom de « communauté de communes du Pays de Châteauneuf ». Elle fait partie du Pays du Centre Ouest Bretagne (COB).
Par arrêté préfectoral no 2006/0958 du 22 août 2006, ses statuts ont été modifiés et elle a pris la dénomination de « communauté de communes de Haute Cornouaille ».

## Territoire communautaire

### Géographie
Située au centre-sud  du département du Finistère, la communauté de communes de Haute Cornouaille regroupe 11 communes et s'étend sur 410,9 km2.

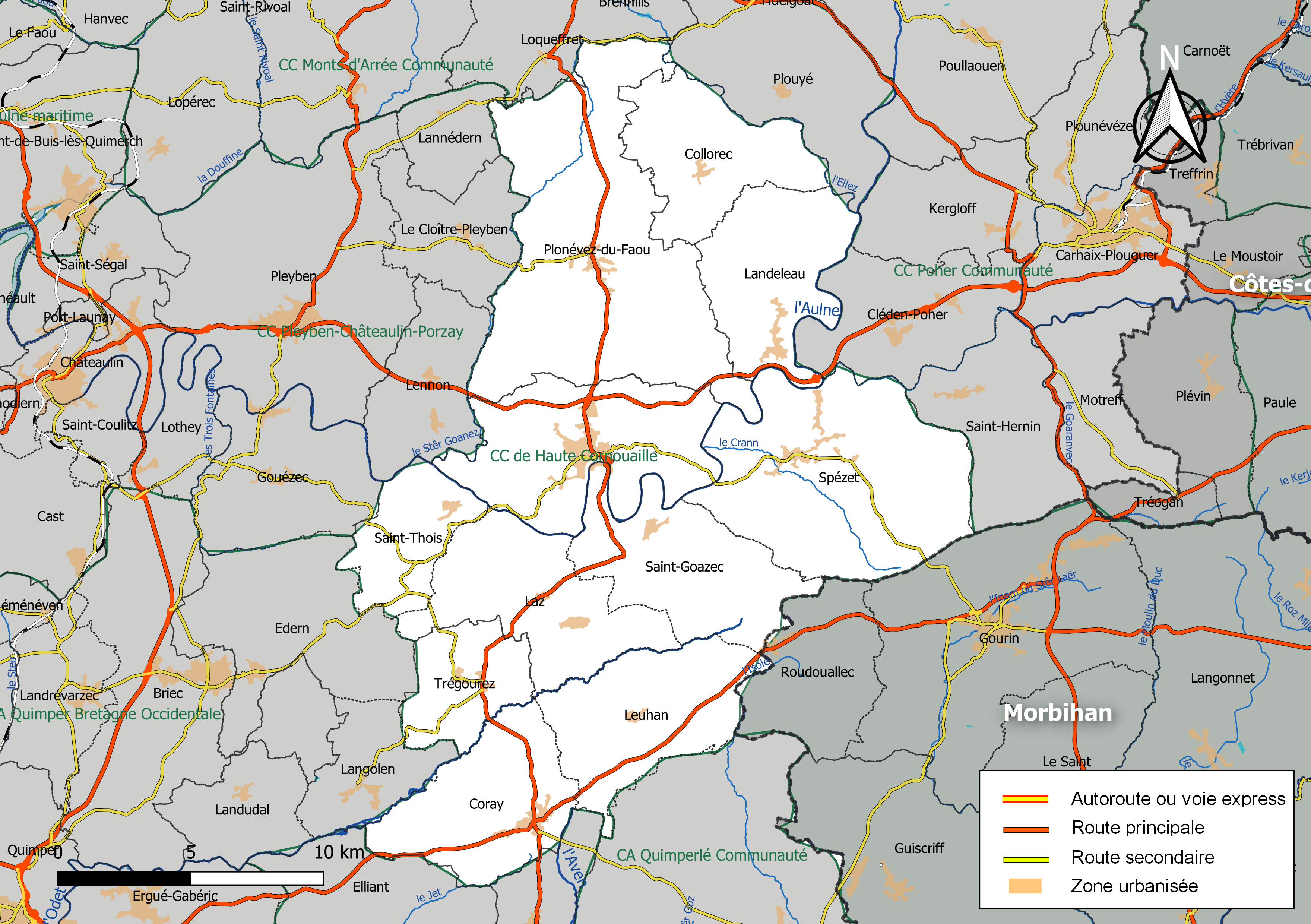
Carte de la communauté de communes de Haute Cornouaille au 1er janvier 2019.

### Composition

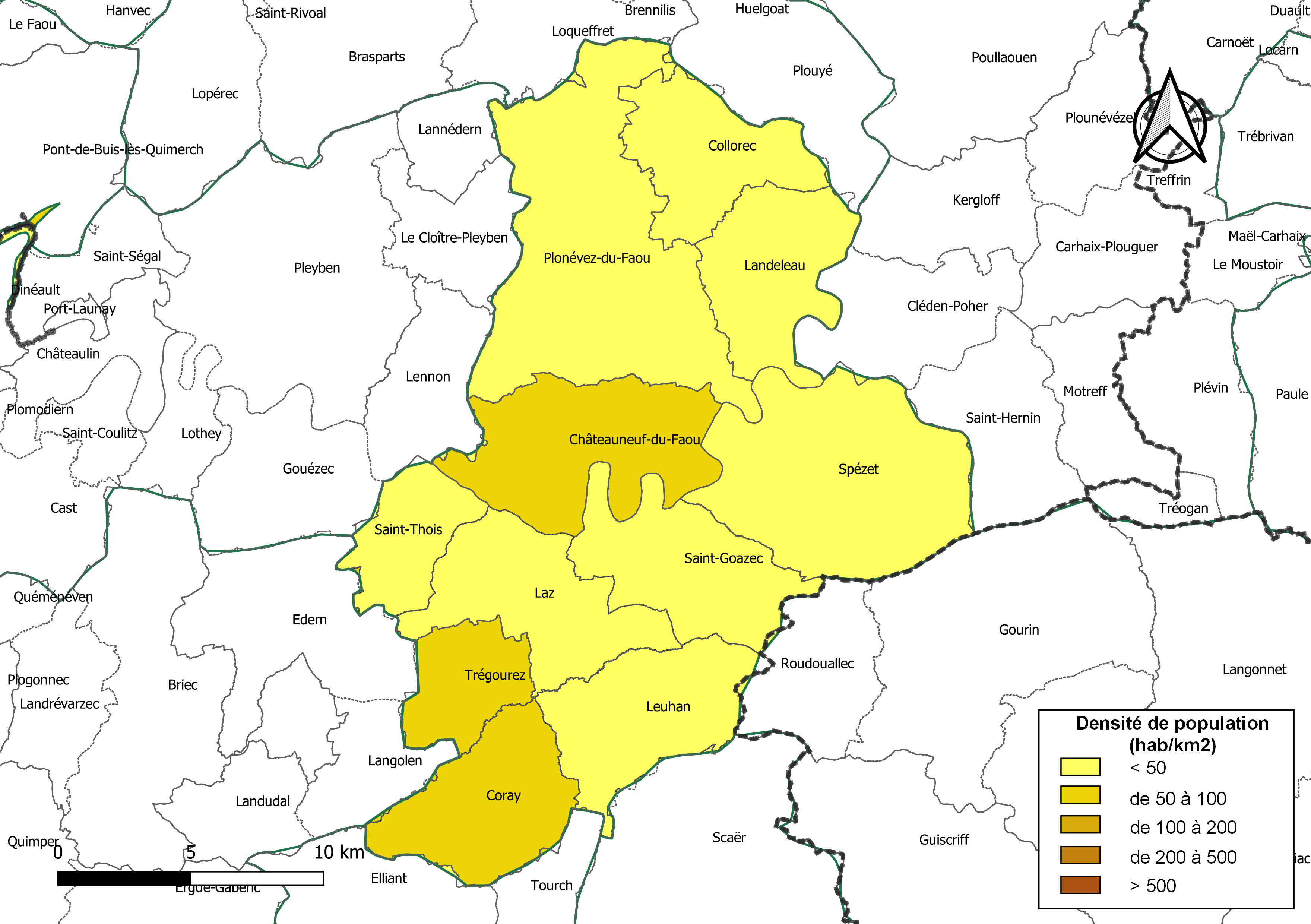
Carte des densités de population (millésimée 2016) des communes de la communauté de communes de Haute Cornouaille. Composition en communes au 1er janvier 2019.

La communauté de communes est composée des 11 communes suivantes :

| Nom                         | Code Insee | Gentilé         | Superficie (km2) | Population (dernière pop. légale) | Densité (hab./km2) |
| --------------------------- | ---------- | --------------- | ---------------- | --------------------------------- | ------------------ |
| Châteauneuf-du-Faou (siège) | 29027      | Châteauneuviens | 42,58            | 3 646 (2022)                      | 86                 |
| Collorec                    | 29036      | Collorécois     | 28,39            | 592 (2022)                        | 21                 |
| Coray                       | 29041      | Corayens        | 31,36            | 1 869 (2022)                      | 60                 |
| Landeleau                   | 29102      | Landeleausiens  | 30,41            | 982 (2022)                        | 32                 |
| Laz                         | 29122      | Laziens         | 34,44            | 684 (2022)                        | 20                 |
| Leuhan                      | 29125      | Leuhanais       | 32,75            | 836 (2022)                        | 26                 |
| Plonévez-du-Faou            | 29175      | Plonévéziens    | 80,73            | 2 174 (2022)                      | 27                 |
| Saint-Goazec                | 29249      | Saint-Goaziens  | 33,76            | 730 (2022)                        | 22                 |
| Saint-Thois                 | 29267      | Saint-Thoisiens | 18,1             | 709 (2022)                        | 39                 |
| Spézet                      | 29278      | Spézétois       | 60,67            | 1 743 (2022)                      | 29                 |
| Trégourez                   | 29291      | Trégourézois    | 17,72            | 952 (2022)                        | 54                 |

### Démographie
| 1968   | 1975   | 1982   | 1990   | 1999   | 2007   | 2012   | 2017   |
| ------ | ------ | ------ | ------ | ------ | ------ | ------ | ------ |
| 18 238 | 16 891 | 16 342 | 15 258 | 14 732 | 14 982 | 15 046 | 14 904 |

## Administration

### Siège
Le siège de la communauté de communes se situe à Châteauneuf-du-Faou.

### Les élus
Le conseil communautaire de la communauté de communes se compose de 29 conseillers, représentant chacune des communes membres et élus pour une durée de six ans.
Ils sont répartis comme suit :
| Nombre de conseillers | Communes                                                     |
| --------------------- | ------------------------------------------------------------ |
| 6                     | Châteauneuf-du-Faou                                          |
| 4                     | Plonévez-du-Faou                                             |
| 3                     | Coray, Spézet                                                |
| 2                     | Landeleau, Laz, Leuhan, Saint-Goazec, Saint-Thois, Trégourez |
| 1 (+1 suppléant)      | Collorec                                                     |

### Présidence
| Période                                  | Période                   | Identité       | Étiquette | Qualité                        |
| ---------------------------------------- | ------------------------- | -------------- | --------- | ------------------------------ |
| Les données manquantes sont à compléter. |                           |                |           |                                |
| 2014                                     | En cours (au 8 juin 2020) | Bernard Saliou | DVG       | Maire de Saint-Thois (1997 → ) |

### Régime fiscal et budget
Le régime fiscal de la communauté de communes est la fiscalité professionnelle unique (FPU).